# Андреева-Горбунова, Александра Азарьевна
Алекса́ндра Аза́рьевна Андре́ева-Горбуно́ва (Ашихмина; 1887 или 1888, Сарапул — 17 июля 1951, Инта) — одна из руководителей органов ОГПУ-НКВД, майор (по другим данным — старший майор) государственной безопасности.

## Биография
Из семьи священника. По национальности русская. Член РСДРП с 1905 года. Успела окончить два курса Казанского медицинского института.
После 1917 года работала культпропработником и заведующей подотделом статистики в отделе труда Слободского уездного исполкома Вятской губернии.
С марта 1919 года сотрудник для поручений, инспектор-инструктор Разведуправления РККА.
В органах безопасности с октября 1921 — помощник начальника СО ВЧК-ГПУ по следствию, заместитель начальника СО-СПО ОГПУ-НКВД СССР Г. А. Молчанова. По утверждению Антонова-Овсеенко: «Андреева-Горбунова работала в первые советские годы в коллегии ВЧК — по рекомендации Якова Свердлова. Феликс Дзержинский видел в ней „совесть ВЧК“, он поручил Александре Азарьевне контроль за соблюдением чекистами революционной законности». В 1936—1938 — помощник Особоуполномоченного НКВД СССР. До апреля 1937 года ведала работой следственных изоляторов ОГПУ-НКВД. Давала заключение по уголовному делу журнала «Чёрный набат», по которому была арестована Лидия Корнеевна Чуковская. Уволена в июне 1938 года из органов НКВД по болезни.
Арестована 5 декабря 1938 года Приговорена ВК ВС СССР 4 мая 1939 года к 15 годам лишения свободы и 5 годам поражения в правах.
Умерла 17 июля 1951 года в Интинском ИТЛ. Определением Военной коллегии Верховного суда от 29 июня 1957 года реабилитирована.

## Награды
- Боевое оружие (1926)
- Знак «Почётный чекист» (1927, 1932)